# Selma Doborac
Selma Doborac (1982, Yugoslavia) es una guionista, directora de fotografía y directora de cine bosnia afincada en Austria.Vive en Viena y trabaja en los campos del ensayo, el cine documental y experimental, la fotografía y el arte conceptual.

## Trayectoria
Llegó a Austria a finales de 1993 durante la guerra. En Linz trabajó en la Radio Libre de Alta Austria. De 2002 a 2007 estudió y se graduó en la Universidad de Artes Aplicadas de Viena, Departamento de Estrategias de Medios Mixtos (Bernhard Leitner) centrando sus estudios en trabajos de ensayo documental. De 2008 a 2012 estudió y se graduó en la Academia de Bellas Artes de Viena, Departamento de Arte y Cine (Harun Farocki).En 2012 como parte de la beca trabajó en un proyecto cinematográfico ensayístico-documental para intentar capturar la guerra en una imagen cinematográfica autoreflexiva.
En De facto, es un documental que ahonda en crímenes de lesa humanidad, la violencia extrema y terrorismo de Estado, como los perpetrados durante conflictos como la Segunda Guerra Mundial. En noviembre de 2023 logró el premio al Mejor Largometraje de Festival Internacional de Cine de Gijón, en la sección "Retueyos". El jurado ha valorado al "radicalidad" del film que no muestra ninguna escena bélica y solo el relato coral de dos criminales de guerra que hablan de su pasado en la guerra. Doborac considera que filmar desde la perspectiva de las víctimas “es un recurso fácil” y ella pretende “sacudir la conciencia del espectador, despertarlo, y que piense”.

## Filmografía
- It was a day just like any other in spring or summer. 2012, 17 min
- Those Shocking Shaking Days. 2016, 88 min  Dirección de fotografía y cámara
- De Facto. 2023, 130 min. Dirección y guion

## Premios y reconocimientos
- 2023 Por "De facto". Premio Caligari Film. En el Festival Internacional de Berlín.
- 2023 Por "De facto". Premio al Mejor Largometraje de Festival Internacional de Cine de Gijón, en la sección "Retueyos", dedicada a las primeras obras de un autor.[6]

### Nominaciones
- 2023 "De facto" nominado Heart of Sarajevo en el Festival de Cine de Sarajevo como mejor documental.[7]